# Maison près-la-Tour
La maison près-la-Tour, maison près-de-la-Tour ou maison Legrand est un immeuble classé du centre historique de la ville belge de Huy, dans la province de Liège. Réalisé sans doute au cours du XIIIe siècle, il s'agit du plus vieil immeuble civil de la ville de Huy.

## Situation
L'immeuble se situe à Huy, au no 1 de la rue des Frères-Mineurs reprise aussi sur la liste du patrimoine immobilier classé de Huy, à l'angle avec la rue de la Cloche et au bout de la rue Saint-Mengold.

## Odonymie
La maison doit son nom à l’ancien beffroi de la ville (Tour de la Ville, Cloche d’heure) détruit en 1765 et qui se situait à quelques dizaines de mètres de la maison.
La maison Legrand se réfère au propriétaire du bâtiment de 1922 à 1948.

## Histoire
Cet immeuble a été vraisemblablement construit au cours du XIIIe siècle et au XIVe siècle puis fortement remanié du XVIIe siècle au XIXe siècle. Les nombreuses ouvertures obturées en sont la preuve. Elle fut la propriété de riches familles du XVe siècle au XVIIIe siècle comme les Kinet et les Laruelles. 
Devenu  propriété de la ville de Huy en 1949, le bâtiment n'est plus occupé et s'est détérioré. Vendue en 2015 à l'architecte Pascal Dumont pour un euro symbolique, la maison doit faire l'objet d'une restauration importante à la suite d'une obtention d'un subside d'un million d'euros de la Région wallonne décidé en 2022.

## Description
Le bâtiment actuel est construit sur un plan en L, sur lequel se greffe au nord vers la rue des Frères-Mineurs, une petite aile perpendiculaire. La maison est bâtie en moellons grossiers de poudingue local, de grès et de pierre calcaire pour les parties médiévales avec du côté ouest (rue de la Cloche) une façade gothique composée primitivement de deux niveaux et demi et de trois travées percées au premier étage de trois grandes baies jointives avec arc brisé.